# Zambia na Letnich Igrzyskach Olimpijskich 1996
Zambię na XXVI Letnich Igrzyskach Olimpijskich w Atlancie reprezentowało 8 sportowców (7 mężczyzn, 1 kobieta) w 2 dyscyplinach.
Był to ósmy (w tym raz jako Rodezja Północna) start Zambii na letnich igrzyskach olimpijskich.

## Zdobyte medale

### Srebrne
- Samuel Matete - Lekkoatletyka, 400 m przez płotki

## Reprezentanci

### Boks
- waga musza (do 51 kg): Boniface Mukuka - odpadł w 1/8 finału
  - pierwsza runda (1/16 finału): wygrana 11:4 z Mohamedem Zbirem (MAR)
  - druga runda (1/8 finału): przegrana 13:4 z Albertem Pakiejewem (RUS)
- waga kogucia (do 54 kg): Joseph Chongo - odpadł w 1/16 finału
  - pierwsza runda (1/16 finału): przegrał 13:7 z Davaatserenem Tseyenem-Oidovynem (MGL)
- waga lekka (do 60 kg): Dennis Zimba - odpadł w 1/8 finału 
  - pierwsza runda (1/16 finału: wygrał z Sergeyem Ostroshapkinem (BLR)
  - druga runda (1/8 finału): przegrał 17:6 z Tonchem Tonchevem (BUL)
- waga lekkopółśrednia (do 63,5 kg): Davis Mwale - odpadł w 1/8 finału
  - pierwsza runda (1/16 finału): wygrał 16:3 ze Stevenem Kevim (PNG)
  - druga runda (1/8 finału): przegrał 11:3 z Bulatem Niyazymbetovem (KAZ)

### Lekkoatletyka
- bieg na 400 metrów kobiet: Ngozi Mwanamwambwa - odpadła w eliminacjach
  - eliminacje: 54.12 sek. (42. czas)
- bieg na 3000 m z przeszkodami mężczyzn: Godfrey Siamusiye - odpadł w półfinale
  - eliminacje: 8:30.56 min. (8. czas)
  - półfinał: 8:37.41 min. (21. czas)
- bieg na 10000 m mężczyzn: Charles Mulinga - odpadł w eliminacjach
  - eliminacje: 29:14.99 min. (32. czas)
- bieg na 400 m przez płotki mężczyzn: Samuel Matete -  srebrny medal
  - eliminacje: 48.21 (1. czas)
  - półfinał: 48.28 (4. czas)
  - finał: 47.78 (2. czas)